# Dracontium iquitense
Dracontium iquitense är en kallaväxtart som beskrevs av E.C.Morgan och J.A.Sperling. Dracontium iquitense ingår i släktet Dracontium och familjen kallaväxter. Inga underarter finns listade.